# Claude Jade
Claude Jade (ur. 8 października 1948 w Dijon, zm. 1 grudnia 2006 w Boulogne-Billancourt) – francuska aktorka filmowa, teatralna i telewizyjna, znana głównie z ról w filmach François Truffauta.

## Kariera
Tajniki warsztatu aktorskiego poznała jeszcze jako nastolatka w rodzimym Dijon. Po ukończeniu szkoły dramatycznej przeniosła się do Paryża, gdzie szybko zaczęła grywać w teatrze. Urodziwa dziewczyna zwróciła na siebie uwagę nowofalowego reżysera François Truffauta, występując w sztuce Pirandella Henryk IV. 
Młoda aktorka wcieliła się w Christine Darbon, dziewczynę Antoine'a Doinela, głównego bohatera obrazu Skradzione pocałunki (1968). Sam Truffaut powtarzał, iż Jade stała się jego muzą. Szybko zostali parą, chociaż w noc przed ich ślubem Truffaut rozmyślił się. Pomimo osobistego zawodu, Jade nadal u niego grała. W Małżeństwie (1970) Christine wychodziła za Doinela, a w Uciekającej miłości (1979) rozwodziła się z nim.
Krucha, lecz silna, obdarzona wewnętrznym ciepłem i urokiem osobistym, Claude Jade - po krótkim okresie wielkiej popularności - stała się typową aktorką pierwszego planu. Grane przez nią postacie nie były kontrowersyjne. Nigdy nie zawodziła tych, którzy w jej bohaterkach szukali wewnętrznej harmonii i poczucia stabilizacji. Tworzyła postacie kobiet żyjących w zgodzie ze sobą, lecz także w pewien sposób konserwatywnych. Ten typ bohaterki był przez pewien czas bardzo popularny w kinie francuskim. 
Wielokrotnie grała role, którymi mogła zniszczyć ten wizerunek: jako samolubna dziewczyna Eleanor, która niszczy miłość dwóch mężczyzn („Statek na trawie”, 1971) lub uwodzicielska morderczyni Julie w „Zła przyjemność” (1975). Zagrała z tym obrazem w podwójnej roli w „Le Choix”. Telewizja dała jej możliwości dla innych postaci. Więc zagrała seryjnego mordercę w „Malaventure”. Jej największym sukcesem telewizyjnym jest dzielna bohaterka Véronique d'Hergemont w „Wyspa trzydziestu trumien” (1979). W latach 1998–2000 grała główną rolę w dzienniku sérial „Cap des Pins”.
Zagrała u Alfreda Hitchcocka w filmie Topaz (1969), a później także w produkcjach belgijskich, włoskich, japońskich, niemieckich i radzieckich (np. Lenin w Paryżu, Teheran 43). Przez trzy dekady Jade obecna była stale we francuskiej telewizji. Regularnie pojawiała się również na scenie, głównie w repertuarze klasycznym (Célimène et le cardinal, 2006). 
W 2004 we francuskich księgarniach ukazała się jej autobiografia Baisers envoles, w której szczegółowo opisała swój romans ze zmarłym w 1984 Truffautem.
Grała niemal do samego końca swojego życia. Jeszcze w sierpniu 2006 widzowie mogli podziwiać ją na scenie (Célimène). Zmarła 1 grudnia 2006, miała czerniaka oka.

## Życie prywatne
W 1972 poślubiła dyplomatę Bernarda Coste'a, z którym doczekała się syna Pierre'a Coste'a (ur. 1976). Byli małżeństwem do końca jej życia.

## Filmografia
- 2005: Groupe Flag: Vrai ou faux w roli Emmy Nazarovy
- 2004: La Crim: Le secret w roli Armande de Montcourtet
- 2003: A San Remo, reż. Julien Donada, w roli Michèle
- 1998–2000: Cap des Pins w roli Anny Chantreuil - serial TV
- 1998: Tratwa Meduzy (Le radeau de la Méduse), reż. Iradj Azimi w roli Reine Schmaltz
- 1993: Bonsoir (Bonsoir), reż. Jean-Pierre Mocky w roli Caroline
- 1992: Tableau d'honneur, reż. Charles Némès, w roli Gabrielle Martin
- 1987: L'homme qui n'était pas là, reż. René Féret, w roli Alice
- 1984: Une petite fille dans les tournesols, reż. Bernard Férie, w roli Marelle
- 1982: Honor kapitana (L'honneur d'un capitaine), reż. Pierre Schoendoerffer, w roli Maîre Valouin
- 1982: Rende-vous à Paris, reż. Gabi Kubach, w roli Evelyne Droste
- 1982: Lise et Laura, reż. Henri Helman, w rolach Lise i Laury
- 1981: Lenin w Paryżu (Lenin v Parizhe), reż. Siergiej Jutkiewicz w roli Inessy Armand
- 1981: Teheran 43 (Tegeran 43), reż. Aleksandr Ałow i Władimir Naumow, w roli Françoise
- 1979: Wyspa trzydziestu trumien (L'île aux trente cercueils), reż. Marcel Cravenne, w roli Véronique d'Hergemont - serial TV
- 1979: Uciekająca miłość (L'amour en fuite), reż. François Truffaut w roli Christine Doinel
- 1977: Una spirale di nebbia, reż. Eriprando Visconti w roli Maria Teresa
- 1976: Wybór (Le choix), reż. Jacques Faber w rolach Anne i Juliette
- 1976: Płaszcz północy (Kita no misaki), reż. Kei Kumai w roli Marie-Thérèse
- 1975: Zła przyjemność (Le malin plaisir), reż. Bernard Toublanc Michel w roli Julie Schmidt
- 1973: Zabronione kapłanom (Prêtres interdits), reż. Denys de La Patellière w roli Françoise
- 1973: Dziewczyna z via Condotti (La ragazza di via Condotti), reż. German Lorente
- 1973: Number one, reż. Gianni Buffardi
- 1973: Słodki dom (Home Sweet Home), reż. Benoît Lamy w roli Claire
- 1972: Les feux de la chandeleur, reż. Serge Korber w roli Laura Boursault
- 1971: Statek na trawie (Le bateau sur l'herbe), reż. Gérard Brach w roli Eleanore
- 1970: Małżeństwo (Domicile conjugal), reż. François Truffaut w roli Christine Doinel
- 1970: Le témoin, reż. Anne Walter i Roger Ducolot, w roli Cécile
- 1969: Mój wujaszek Benjamin (Mon oncle Benjamin), reż. Édouard Molinaro w roli Manette
- 1969: Topaz (Topaz), reż. Alfred Hitchcock w roli Michèle Picard
- 1968: W stylu hrabiego Monte Christo (Sous le signe de Monte-Cristo), reż. André Hunebelle w roli Lindy
- 1968: Skradzione pocałunki (Baisers volés), reż. François Truffaut w roli Christine Darbon

## Biograficzne
- Tytuł: "AKTORZY DAWNI, AKTORZY NOWI", Autor: Oskar Sobański (1972)
- Tytuł: "Baisers envolés", Autor: Claude Jade (2004)